# Roman Wielgosz
Roman Wielgosz (* 4. April 1920 in Ostrów Wielkopolski; † 22. September 1988) war ein polnischer Speedwayfahrer.

## Leben
Zwischen 1949 und 1952 war er als Speedwayfahrer für den Stal Ostrów Wielkopolski tätig. 1949 errang er bei den polnischen Mannschaftsmeisterschaften den zweiten Platz und 1950 den dritten Platz. 1950 qualifizierte er sich für die polnischen Einzelmeisterschaften in Breslau und belegte den 14. Platz. Außerdem nahm er am „Criterium Aces “-Turnier in Bydgoszcz teil und belegte den elften Platz.